# Nacho (Better Call Saul)
Pour les articles homonymes, voir Nacho.
Uno est le troisième épisode de la saison 1 de la série télévisée Better Call Saul, la série dérivée de Breaking Bad. L'épisode a été écrit par Thomas Schnauz et réalisé par Terry McDonough. Aux États-Unis, l'épisode a été diffusée le 16 février 2015 sur AMC. En dehors des États-Unis, l'épisode a été diffusé sur le service de streaming Netflix dans plusieurs pays.

## Résumé
Dans un flashback en 1992, Chuck McGill retrouve Jimmy McGill à la prison du comté de Cook, dans l'Illinois, où Jimmy est incarcéré pour une infraction qui pourrait l'obliger à s'inscrire comme délinquant sexuel. Jimmy supplie Chuck d'aider à faire rejeter les accusations. Chuck accepte de représenter Jimmy à condition qu'il arrête ses escroqueries et trouve un emploi légitime. Dans le présent, Jimmy s'inquiète du complot de Nacho Varga pour voler les Kettleman. Il appelle Kim Wexler, une amie de HHM, qui représente les Kettleman. Jimmy avertit indirectement Kim du danger potentiel mais interrompt ensuite l'appel, insistant sur le fait qu'il n'est « pas un héros ». Plus tard dans la nuit, Jimmy appelle les Kettleman de manière anonyme et les avertit. Les Kettleman regardent dehors et voient quelqu'un les surveiller depuis une camionnette garée.
Le lendemain matin, Kim dit à Jimmy que quelque chose est arrivé aux Kettleman. Il se précipite vers leur maison pour la trouver entourée de policiers et découvre que toute la famille Kettleman a disparu. Croyant que Nacho les a kidnappés, Jimmy tente en vain de le joindre par téléphone. Jimmy est arrêté par la police, qui lui dit qu'ils ont arrêté Nacho et qu'il a demandé Jimmy comme avocat. Au poste de police, Nacho avoue à Jimmy qu'il a surveillé les Kettleman mais nie les avoir kidnappés. Nacho avertit Jimmy que s'il ne fait pas abandonner les charges, Nacho le fera tuer. Jimmy ne réussit pas à persuader la police de libérer Nacho mais convainc Kim de l'emmener à la maison Kettleman afin qu'il puisse enquêter. Jimmy remarque quelques incohérences, comme la poupée d'un enfant disparu, et émet l'hypothèse que les Kettleman ont organisé leur enlèvement. Jimmy dit à Kim qu'il a averti les Kettleman de Nacho, ce qui les a probablement poussés à se cacher.
Au palais de justice, Jimmy entame une bagarre avec Mike Ehrmantraut, qui le soumet. La police demande à Mike de porter plainte pour agression afin de pouvoir inciter Jimmy à témoigner contre Nacho, mais Mike refuse. Il suggère à Jimmy que la théorie de Jimmy sur la disparition des Kettleman est correcte. Mike raconte ensuite un cas similaire sur lequel il a enquêté en tant qu'officier de police de Philadelphie et dit à Jimmy que les Kettleman se cachent probablement quelque part près de chez eux. Avec la nouvelle piste, Jimmy explore le désert près de la maison Kettleman et trouve leur camping. Il affronte les Kettleman, se bat avec eux et découvre par inadvertance leur argent volé.

## Production
L'épisode est écrit par le coproducteur exécutif Thomas Schnauz, qui était également scénariste et producteur sur Breaking Bad,. Il est réalisé par Terry McDonough, qui a réalisé des épisodes pour Breaking Bad, y compris l'épisode qui a présenté Saul Goodman.

## Accueil
Lors de sa diffusion, l'épisode a reçu 3,23 millions de téléspectateurs américains et une note de 1,6 parmi les adultes de 18 à 49 ans. L'épisode est positivement accueillie par la presse spécialisée. Erik Kain de Forbes déclare que « dans l'ensemble, c'était encore une autre entrée forte dans la série. De superbes photos du Nouveau-Mexique, beaucoup d'humour et un peu de mystère ont tous fait fredonner celui-ci du début à la fin. »
Michael Hogan de The Daily Telegraph attribue à l'épisode une note de 4 étoiles sur 5, concluant que « Better Call Saul a démarré et est déjà devenu l'une des meilleures émissions de télévision – même si ce n'est pas à la télévision au sens traditionnel. Un préquel digne de Breaking Bad. Peut-être que la foudre peut frapper deux fois au même endroit après tout. » Roth Cornet d'IGN attribue à l'épisode une note de 8,5 sur 10, expliquant que « Better Call Saul continue de s'installer en lui-même, alors que la volonté de Jimmy McGill de faire la bonne chose est testée. » Richard Vine du Guardian a également donné une critique positive et était ravi que l'épisode commence à examiner les relations de Jimmy avec Chuck et Kim, qui vous avez « vraiment le sentiment qu'elle l'aime, contre son meilleur jugement. »
L'épisode a obtenu une note de 100 % sur Rotten Tomatoes, sur 20 critiques.